# Prevenció de caigudes
La prevenció de caigudes inclou qualsevol acció presa per ajudar a reduir el nombre de caigudes accidentals que pateixen les persones susceptibles, com ara la vellesa (idiopàtica) i persones amb trastorns neurològics (Parkinson, esclerosi múltiple, supervivents d'ictus, Guillain-Barré, lesió cerebral traumàtica, lesió medul·lar incompleta) o ortopèdica (fractures de l'extremitat inferior o de la columna vertebral o artritis, postcirurgia, substitució articular, amputació d'extremitat inferior, lesions dels teixits tous).
Els adults de 65 anys o més tenen un 30% de probabilitats de caure cada any, cosa que fa que les lesions relacionades amb les caigudes siguin la principal causa de mort relacionada amb accidents per a aquest grup demogràfic. Els enfocaments actuals de la prevenció de caigudes són problemàtics perquè tot i que la consciència és alta entre els professionals que treballen amb gent gran, i les activitats de prevenció de caigudes són generalitzades entre els establiments de vida comunitaris, les taxes de mortalitat per caiguda entre la gent gran s'han més que duplicat.
Hi ha tres tipus de reptes. En primer lloc, no hi ha evidències suficients que els instruments de detecció del risc de caiguda siguin adequats per predir les caigudes. Tot i que els predictors més forts del risc de caigudes solen incloure un historial de caigudes durant el període de l'any passat i les anomalies de la marxa i de l'equilibri; els models existents mostren un fort biaix i, per tant, no aconsegueixen diferenciar entre els adults que tenen un risc de caiguda baix o alt.
En segon lloc, les intervencions actuals de prevenció de caigudes als Estats Units estan limitades entre la teràpia individualitzada d'alt cost, a curt termini, proporcionada per un fisioterapeuta o l'activitat, de baix cost, de benestar a llarg termini proporcionada en grup. Cap dels dos sistemes és òptim per prevenir les caigudes en una gran població, sobretot perquè aquests programes d'exercici físic basats en l'evidència tenen una eficàcia limitada (aproximadament el 25%). Fins i tot les intervencions multifactorials, que inclouen exercici físic extens, ajustaments de la medicació i modificacions ambientals només redueixen el risc de caiguda en un 31% després de 12 mesos, i un 21% després de 24 mesos. S'ha experimentat sobre l'eficàcia dels enfocaments actuals (exercici físic i intervencions multifactorials) en múltiples entorns, inclosos els centres d'atenció a llarg termini i els hospitals.
El repte final és l'adherència. L'adherència mitjana als programes d'exercicis de prevenció de caigudes basats en grup és al voltant del 66%, sobretot a causa de la naturalesa altament repetitiva dels programes i la durada extremadament llarga necessària per obtenir beneficis notables. L'adhesió a la fisioteràpia pot ser encara més baixa. Quan l'adherència és inferior al 70%, l'efectivitat dels programes d'exercici físic de prevenció de caigudes pot baixar a menys del 10%.
Els professionals són conscients que l'enfocament més reeixit per a la prevenció de caigudes utilitza un enfocament multimodal d'entrenament motor-cognitiu que es podria introduir a tots els adults majors de 65 anys. La base científica d'aquest enfocament és una comprensió de com el paradigma de la doble tasca indueix la neuroplasticitat al cervell, especialment en la població envellida. Això està impulsant un creixement d'investigacions que vinculen específicament els subdominis cognitius de l'atenció i la funció executiva amb alteracions de la marxa i risc de caigudes.